# Polskie Stronnictwo Ludowe „Wyzwolenie”
Polskie Stronnictwo Ludowe „Wyzwolenie” – chłopska lewicowa partia polityczna działająca w II Rzeczypospolitej, utworzona w 1915 r. (początkowo pod nazwą PSL w Królestwie Polskim). Ugrupowanie wydawało tytuł prasowy „Wyzwolenie”, od którego przyjęło nazwę w 1918 r. Program partii zakładał państwo ludowe, świeckie, z powszechną i darmową edukacją. PSL „Wyzwolenie” postulowało także przeprowadzenie radykalnej reformy rolnej. Od 1919 r. wchodziło w skład lewicy parlamentarnej, prowadziło współpracę z Polską Partią Socjalistyczną. Pierwszy prezydent Rzeczypospolitej, Gabriel Narutowicz został wysunięty na stanowisko głowy państwa przez PSL „Wyzwolenie”. W opozycji do rządu Chjeno-Piasta. Ugrupowanie poparło przewrót majowy w 1926 r. Początkowo udzielało poparcia sanacji, jednak w 1927 r. przeszło do opozycji względem obozu rządzącego. Od 1929 r. w Centrolewie. Część przywódców partii została osadzona w twierdzy brzeskiej i skazana w procesie brzeskim. W 1931 r., po połączeniu z PSL „Piast” i Stronnictwem Chłopskim utworzyło Stronnictwo Ludowe.

## Lata 1915–1918

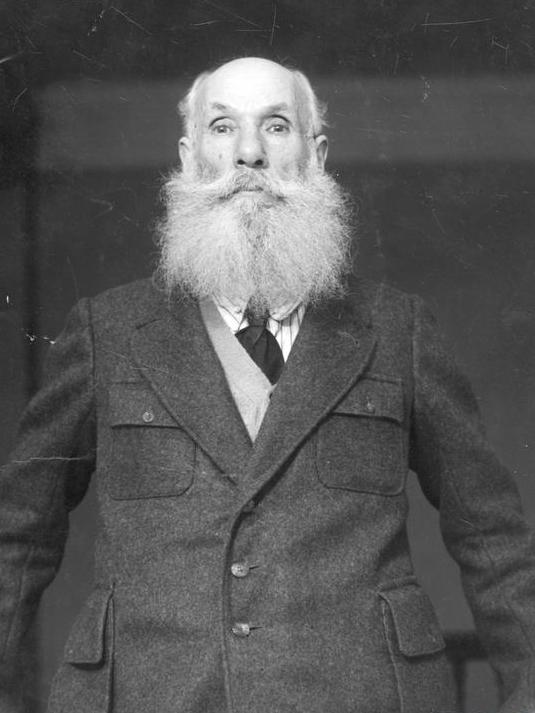
Tomasz Nocznicki – pierwszy prezes Polskiego Stronnictwa Ludowego w Królestwie Polskim (1915-1918)

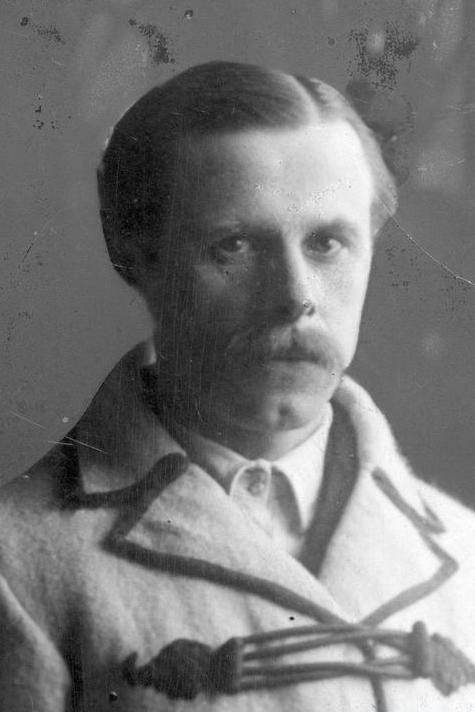
Błażej Stolarski – drugi prezes Polskiego Stronnictwa Ludowego (1918)

### Powstanie stronnictwa
Środowiska działaczy ludowych były po wybuchu I wojny światowej na terenie Królestwa Polskiego politycznie podzielone. Najważniejszymi spośród nich były Związek Ludu Polskiego (nowa w 1915 nazwa używana przez Narodowy Związek Chłopski), Związek Chłopski (pozostający pod wpływami PPS) i Stronnictwo Ludowe utworzone przez działaczy skupionych wokół „Zarania”) To co zaczęło je łączyć po 1914 to niechętny stosunek do lansowanej przez narodową demokrację i utworzony przezeń Komitet Narodowy Polski orientacji zakładającej rozwiązanie sprawy polskiej w oparciu o Rosję. Stąd te partie uczestniczyły w porozumieniach lewicy niepodległościowej – Zjednoczeniu Organizacji Niepodległościowych, Konfederacji Narodowej Polskiej, Zjednoczeniu Stronnictw Niepodległościowych i Unii Stronnictw Niepodległościowych. Po zajęciu przez wojska państw centralnych całego Królestwa partie chłopskie weszły od 5 sierpnia 1915 do Komitetu Naczelnego Zjednoczonych Stronnictw Niepodległościowych. Ta współpraca mimo różnic pomiędzy nimi zaowocowała w październiku 1915 rozpoczęciem rozmów zjednoczeniowych pomiędzy ZLP, ZCh i SL. Rozmowy te rozpoczęły się z inicjatywy piłsudczyków. Toczyły się one przez cały listopad a ich ukoronowaniem stał się zjazd w Warszawie który odbył się w dniach od 4 do 6 grudnia 1915. Przedstawiciele trzech partii podjęli na nim uchwałę o utworzeniu Polskiego Stronnictwa Ludowego. Pierwszy Zarząd Główny PSL składał się z 9 członków: z SL byli to Tomasz Nocznicki (prezes), Stanisław Osiecki, Klemens Pawlikowski, z ZCh Gustaw Daniłowski, Norbert Barlicki, Stanisław Śliwiński, i ze ZLP Wacław Dunin, Aleksander Graff i Bolesław Chyliński. Organem prasowym stronnictwa stało się przejęte od Wydziału Narodowego Lubelskiego wychodzące w Lublinie czasopismo „Polska Ludowa” której trzon redakcji stanowili w tym czasie: Maria Dąbrowska, Paweł Jankowski i Aleksander Bogusławski.

### Program
W dniach od 11 do 13 czerwca 1916 obradował w Lublinie pierwszy Walny Zjazd Polskiego Stronnictwa Ludowego, na który przybyło około 100 osób, z których większość stanowili chłopi. Obradami zjazdu kierowało prezydium złożone z Wacława Dunina, Kazimierza Mastalerza (przewodniczący obrad), Franciszka Mamczarza, Feliksa Winiarczyka i Władysława Fijałkowskiego. Najważniejszym zadaniem zjazdu było przedyskutowanie i uchwalenie programu PSL.Pierwszy jego projekt został przygotowany przez Aleksandra Bogusławskiego. Stał się on przedmiotem prac powołanej przez zjazd komisji programowej a następnie ożywionej dyskusji wśród uczestników zjazdu. Ostatecznie uchwalony przez zjazd program stronnictwa składał się z pięciu części przedstawiając kolejno cele polityczne, społeczno-gospodarcze oraz zadania Stronnictwa w dziedzinie opieki nad bezrolnymi, oświaty, moralności i zdrowia publicznego.
Wyraźnie opowiedziano się za niepodległością Polski, stwierdzając w pierwszym punkcie programu, że "PSL dąży przede wszystkim do zdobycia zupełnej niepodległości narodu polskiego, bo pod rządami obcymi potrzeby ludowe, choćby były najłagodniejsze nie mogą być zaspokojone." Zapowiadano także zorganizowanie samoobrony "przeciwko wszelkim zakusom wynaradawiania" jak również "zamachom na nasze prawa narodowe." Dalszych 8 punktów programu omawiało formę niepodległego państwa polskiego który określano jako "Polskę Ludową" opartą na "szerokiej i demokratycznej konstytucji, oddającej w ręce ludu wszelką władzę ustawodawczą, uchwalanie podatków i prawo kontroli nad zarządem kraju." Również sądownictwo miało być tak zorganizowane by "wymiar sprawiedliwości był łatwy i dostępny dla wszystkich". Polskie Stronnictwo Ludowe zapowiadało szeroki "rozwój samorządu w kraju", a zwłaszcza oparcie na "szerokich podstawach samorządu gminnego" W niepodległej Polsce miały być wprowadzone szerokie swobody polityczne: równość wobec prawa, zniesienie przywilejów równouprawnienie kobiet, wolność osobista, wolność druku, zgromadzeń i stowarzyszeń. W programie rolnych zadeklarowano iż Stronnictwo dąży: "a) do utworzenia największej ilości samodzielnych gospodarstw rolnych, dostępnych do nabycia dla bezrolnego ludu, b) do zaokrąglenia osad małorolnych i karłowatych do obszaru koniecznego dla wyżywienia rodziny i dla rozwoju rolnictwa w kraju. Program PSL w dziedzinie oświaty domagał się wprowadzenia powszechnego, bezpłatnego i obowiązkowego nauczania.Dalej program zapowiadał, że stronnictwo zwalczać będzie sobkostwo i pijaństwo oraz wzbudzać "w duszach ludu gorące umiłowanie sprawy ojczystej i dobra publicznego."

### Organizacja
Stosunki wewnątrzpartyjne regulowała Ustawa organizacji Polskiego Stronnictwa Ludowego, Członkami stronnictwa mogli być "wszyscy drobni rolnicy i pracujący na roli, którzy żyją z pracy rąk własnych", jedyny wyjątek czyniono dla działaczy ludowych ale pod warunkiem, że będą oni reprezentować interesy chłopów i dla ich dobra pracować. Najniższą jednostkę organizacyjną stanowiło koło które tworzyli członkowie jednej wsi, gminy lub miejscowości. Kołami kierowały zarządy złożone z przewodniczącego, skarbnika i sekretarza. Wyższą jednostkę organizacyjną stanowił okręg w ramach którego najwyższą władzę stanowił zjazd okręgowy. Organami kierującymi okręgami pozostawały rady okręgowe i zarządy okręgowe. Władzami centralnymi PSL były: Zjazd Walny, Rada Główna i Zarząd Główny. Na drugim Zjeździe stronnictwa w Warszawie (22-23 lutego 1917) powołano nowy Zarząd Główny w skład którego weszli: Tomasz Nocznicki (prezes), Stanisław Osiecki, Aleksander Graff, Juliusz Poniatowski, Błażej Stolarski, Zygmunt Nowicki, Aleksander Bogusławski i Jan Pohoski. Kolejne zmiany w tym zakresie nastąpiło na Walnym Zjeździe w Warszawie (27 – 28 stycznia 1918) gdy w związku ze zmianami statutowymi wybrano nowy piętnastoosobowy skład ZG – który od tego czasu tworzyli: Kazimierz Bagiński, Aleksander Bogusławski, Błażej Dzikowski, Aleksander Graff, Antoni Jaros, Teofil Kurczak, Tomasz Nocznicki (wiceprezes), Zygmunt Nowicki, Michał Ołdakowski, Stanisław Osiecki, Juliusz Poniatowski (wiceprezes), Jan Smoła, Błażej Stolarski (prezes), Stanisław Thugutt (sekretarz) i Romuald Wasilewski. Zapleczem partii były cały czas rosnące wpływy stronnictwa na wsi, głównie wśród średniorolnych chłopów. Wśród struktur PSL na czoło w zakresie ilości organizacji i członków wybijały się dwa okręgi: lubelski i kielecki. W 1918 PSL miało już 18 tys. członków. Od stycznia 1917 centralnym organem partii stało się wychodzące w Warszawie – „Wyzwolenie”.

### Działalność
W ramach układu sił kształtującego się podczas I wojny światowej w Królestwie Polskim PSL stanowiło część lewicy niepodległościowej. Te związki wyrażały się zarówno uczestnictwem działaczy stronnictwa w regionalnych oraz centralnych reprezentacjach politycznych takich jak Centralny Komitet Narodowy i Komisja Porozumiewawcza Stronnictw Demokratycznych. PSL wspierało także działające na terenie wiejskim struktury Polskiej Organizacji Wojskowej oraz Ligi Kobiet Pogotowia Wojennego. W sporze Józefa Piłsudskiego z Władysławem Sikorskim w sprawie werbunku do Legionów i kształtu przyszłej polskiej armii opowiadano się po stronie tego pierwszego. Politycy PSL wzięli również udział w tworzeniu Rady Narodowej i Tymczasowej Rady Stanu. Na wsi Królestwa konkurowano z powodzeniem z bardziej prawicowym Zjednoczeniem Ludowym. W końcowym okresie wojny stało się najsilniejszą partią chłopską na tym terenie. Wynikało to z faktu, że działalność polityczna i społeczno-ekonomiczna stawała się od wiosny 1917, a zwłaszcza w 1918 zbieżna z żądaniami i nastrojami przeważającej części chłopów.

## Lata 1918–1922
Na jesieni 1918 kiedy przegrana państw centralnych w wojnie światowej stawała się faktem, a jednocześnie rozpadały się struktury okupacji austro-węgierskiej stronnictwo od 1 listopada 1918 noszące nazwę PSL „Wyzwolenie” włączyło się do działań mających wyłonić władze odradzającego się państwa polskiego. Stąd partia poparła i współtworzyła lewicowy Tymczasowy Rząd Ludowy Republiki Polskiej, powstały 7 listopada 1918 r. w Lublinie, pod kierownictwem Ignacego Daszyńskiego. Przedstawiciele PSL „Wyzwolenie” mieli otrzymać pięć stanowisk: resort rolnictwa (Juliusz Poniatowski), resort spraw wewnętrznych (Stanisław Thugutt), resort oświaty (Gabriel Dubiel) oraz dwa stanowiska ministrów bez teki (Błażej Stolarski i Tomasz Nocznicki). Ostatecznie stanowiska ministrów otrzymali Poniatowski, Thugutt i Nocznicki, Stolarski został wiceministrem, zaś resort oświaty pozostał nieobsadzony
W skład gabinetu Jędrzeja Moraczewskiego weszło dwóch przedstawicieli PSL „Wyzwolenie” – Stanisław Thugutt (minister spraw wewnętrznych) i Tomasz Nocznicki (minister bez teki).

W trakcie wyborów do Sejmu Ustawodawczego, na listę PSL „Wyzwolenie” zagłosowało ok. 840 tys. wyborców. To umożliwiło partii wprowadzenie 57 posłów w skład izby. 9 października 1919 r. doszło do zjednoczenia sejmowych PSL „Wyzwolenie” i PSL „Piast”. Jednak już w marcu 1920 r. 24 posłów wystąpiło z tego drugiego klubu, na znak protestu wobec negocjacji Wincentego Witosa z prawicą parlamentarną i rezygnacji z forsowania radykalnej reformy rolnej. Nowy klub sejmowy PSL „Wyzwolenie”, godził się na reformę rolną, uchwaloną 10 VII 1919 r., ale domagał się ujednostajnienia warunków reformy w Poznańskiem i na kresach wschodnich z centrum kraju, porozumienia się z kurją rzymską co do wywłaszczenia ziem duchowieństwa, wreszcie przyśpieszenia wykonania reformy.

## Lata 1922–1927

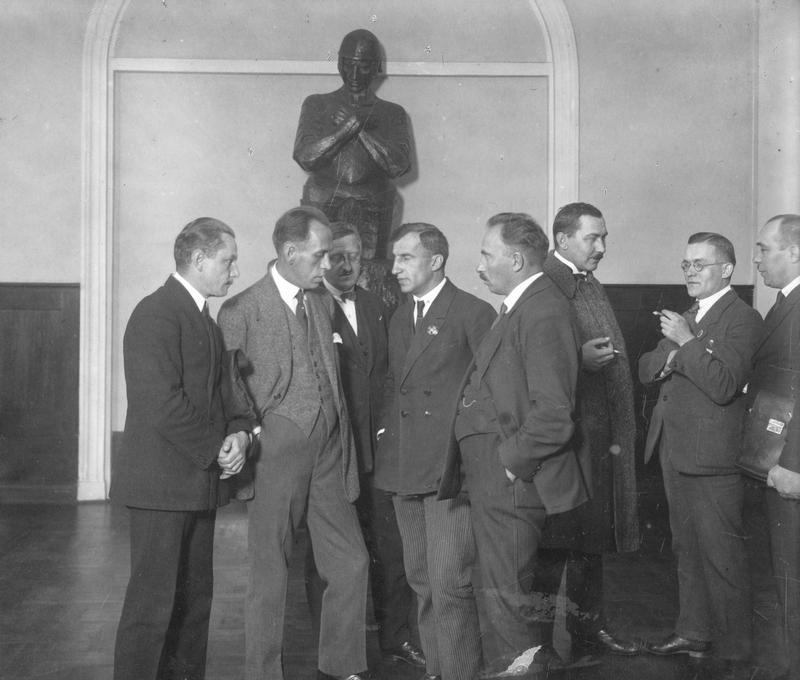
Posłowie i senatorowie klubu parlamentarnego PSL „Wyzwolenie” w Sejmie we wrześniu 1925 r. Widoczni m.in.: Juliusz Poniatowski, Zygmunt Nowicki, Saturnin Osiński, Jan Woźnicki i Jerzy Barański.

W wyniku wyborów z listopada 1922 r., PSL „Wyzwolenie” wprowadziło do parlamentu 48 posłów i 8 senatorów. Posłowie partii: Jan Adamowicz, Kazimierz Bagiński, Stanisław Ballin, Wincenty Baranowski, Jerzy Barański, Kazimierz Bartel, Adolf Bon, Ludwik Chomiński, Franciszek Chyb, Aleksy Ćwiakowski, Jan Duro, Alfred Fiderkiewicz, Antoni Hałko, Stanisław Hellman, Feliks Hołowacz, Tytus Jemielewski, Franciszek Kapeliński, Antoni Kordowski, Irena Kosmowska, Marian Zyndram-Kościałkowski, Antoni Langer, Jan Ledwoch, Wacław Łypacewicz, Maksymilian Malinowski, Sylwester Marzecki, Tadeusz Niedzielski, Tomasz Nocznicki, Stanisław Nowak, Zygmunt Nowicki, Włodzimierz Piotrowski, Juliusz Poniatowski, Józef Putek, Eustachy Rudziński, Józef Sanojca, Tadeusz Seib, Eugeniusz Śmiarowski, Jan Smoła, Błażej Stolarski, Jan Szafranek, Włodzimierz Szakun, Antoni Szapiel, Jan Tabor, Stefan Tatarczak, Stanisław Thugutt, Andrzej Waleron, Sylwester Wojewódzki, Stanisław Wrona-Merski, Jan Zalewski. Prezesem klubu parlamentarnego został Stanisław Thugutt, wiceprezesami Józef Putek i Eustachy Rudziński, a sekretarzami Kazimierz Bagiński i Sylwester Wojewódzki. Juliusz Poniatowski został wicemarszałkiem izby z ramienia PSL „Wyzwolenie”.
Senatorowie: Stanisław Gaszyński, Wacław Januszewski, Stanisław Kalinowski, Aleksandra Karnicka, Zygmunt Nowicki, Saturnin Osiński, Jan Woźnicki, Piotr Zubowicz.
Podczas wyborów pierwszego prezydenta Polski przez Zgromadzenie Narodowe, poseł Stanisław Thugutt zgłosił w imieniu klubu kandydaturę Gabriela Narutowicza. Została ona poparta przez ugrupowania lewicy i centrum. Po zabójstwie Narutowicza, PSL „Wyzwolenie” potępiło zbrodnię.

Po zawarciu przez PSL „Piast” porozumienia z ugrupowaniami prawicowymi (nazywanym paktem lanckorońskim), 26 maja 1923 r. z partii odeszło 14 posłów (m.in. Antoni Anusz, Aleksander Bogusławski, Jan Dąbski, Bogusław Miedziński i Karol Polakiewicz) oraz 3 senatorów (m.in. Bolesław Wysłouch). Większość z nich utworzyło w czerwcu 1923 r. klub „Jedności Ludowej”. 1 września 1923 r. połączył się on z klubem parlamentarnym „Wyzwolenia”. Secesjoniści z PSL „Piast” pisali: 

Związek „Piasta” z „Chjeną” wniesie zarzewie wojny do obozu ludowego i wtrąci państwo w odmęt walk i niebezpieczeństw... W atmosferze przepjonej apologią gwałtu, jako czynnika politycznego, mnożyć się muszą akt, które zachwieją ładem Rzplitej, a nieobliczalna polityka kresowa stworzyćby mogła warunki pomniejszenia Polski... Ponieważ obóz prawicowy zwalczał konsekwentnie zasadnicze postulaty ludowe, a zwłaszcza wykonanie reformy rolnej, pójdziemy własną drogą.

 27 października 1923 r. oba stronnictwa połączyły się, tworząc Związek Polskich Stronnictw Ludowych, który przyjął stary program PSL „Wyzwolenie”.
Stronnictwo nie posiadało zwartej struktury organizacyjnej, a ponadto łączyło grupy osób o dość zróżnicowanych poglądach. Z tego względu w 1924 r. doszło do kilku secesji i rozłamów w partii. W czerwcu i listopadzie tego roku z ugrupowania odeszli Stanisław Ballin, Włodzimierz Szakun, Sylwester Wojewódzki, Adolf Bon, Antoni Szapiel, Feliks Hołowacz. Utworzyli oni Niezależną Partię Chłopską. Gdy w gabinecie Władysława Grabskiego tekę ministra spraw zagranicznych miał objąć Stanisław Thugutt, jego partia wyraziła sprzeciw wobec tego posunięcia, argumentując, iż w takim przypadku musiałaby zaprzestać sporu z prawicą i PSL „Piast” (popierającymi rząd). Wobec takiego stanowiska własnego ugrupowania, Thugutt odszedł z PSL „Wyzwolenie” i został wicepremierem oraz ministrem bez teki w rządzie Grabskiego.
W marcu 1925 r., podczas Kongresu Związku Polskich Stronnictw Ludowych, podjęto rezolucje o konieczności oddzielenia Kościoła od państwa oraz wywłaszczeniu bez odszkodowania. W czasie wprowadzania konkordatu posłowie głosowali za jego odrzuceniem.
Postulowano także powrót Józefa Piłsudskiego do wojska i potępiono politykę Witosa w sprawie reformy rolnej. Świadczyło to o radykalizowaniu się partii. 25 marca 1925 r. klub parlamentarny stronnictwa stwierdził, iż nie jest w stanie, w ówczesnym układzie sił w Sejmie, przeprowadzić programowych postulatów oddzielenia Kościoła od Państwa i wykonania reformy rolnej bez odszkodowania. W wyniku tego do Niezależnej Partii Chłopskiej przeszedł Alfred Fiderkiewicz. Z partii odszedł także Aleksy Ćwiakowski. Swój sprzeciw wobec postulatu przeprowadzenia reformy rolnej bez odszkodowania wyrazili natomiast parlamentarzyści: Bolesław Wysłouch, Stanisław Gaszyński, Gustaw Dobrucki, Bronisław Krzyżanowski (senatorowie) oraz Kazimierz Bartel, Jerzy Barański, Ludwik Chomiński, Marian Zyndram-Kościałkowski i Eugeniusz Śmiarowski (posłowie). Utworzyli oni centrolewicowy Klub Pracy. Wobec tego wydarzenia, Prezydium Zarządu Głównego PSL „Wyzwolenie” zażądało, aby secesjoniści złożyli mandaty parlamentarne. Rozłamowcy odpowiedzieli, iż o tej sprawie powinien rozstrzygnąć sąd. Na to jednak nie zgodziło się kierownictwo PSL „Wyzwolenie”. Secesjoniści z Klubu Pracy pozostali członkami parlamentu.
W grudniu 1925 r. w Niezależnej Partii Chłopskiej znaleźli się po odejściu z PSL „Wyzwolenie” posłowie Władysław Kowalski, Tajanowicz i Lubieniecki. W tym samym czasie z PSL „Piast” odeszło 10 posłów (z Brylem i Plutą na czele) – tzw. Brylowcy. Utworzyli oni Klub Związku Chłopskiego, a następnie zwrócili się do klubu parlamentarnego „Wyzwolenia” z propozycją połączenia. Zarząd Związku Polskich Stronnictw Ludowych stwierdził jednak, że zgodnie z postanowieniami ostatniego zjazdu, posunięcie takie nie jest możliwe. W zamian za to proponowano stworzenie bloku stronnictw chłopskich reprezentowanych w parlamencie. Takiemu stanowisku przeciwstawił się Jan Dąbski, stojący na czele grupy 10 posłów, dawnych secesjonistów z PSL „Piast”, propagując połączenie na łamach „Gazety Ludowej”. 3 stycznia 1926 r. zarząd główny PSL „Wyzwolenie” zadecydował o usunięciu Dąbskiego z szeregów stronnictwa (za niesubordynację i niszczenie Stronnictwa celem zaspokojenia ambicyj osobistych), a jego zwolenników oddano pod sąd partyjny. Ostatecznie z PSL „Wyzwolenie” odeszło 17 posłów – m.in. Dąbski, Polakiewicz i Andrzej Waleron. Grypa ta połączyła się z Brylowcami, tworząc Stronnictwo Chłopskie. Wkrótce potem z PSL „Wyzwolenie” wystąpiło trzech kolejnych posłów: Adamowicz, Dubrownik i Bronisław Wędziagolski. Powołali oni Kresowe Stronnictwo Chłopskie. Po odejściu posła Tatarczaka, stronnictwu przywrócono nazwę PSL „Wyzwolenie”.

21 i 22 marca 1926 r. w Warszawie miał miejsce kongres ugrupowania, w którym wzięło udział 800 delegatów. Podjęto rezolucje skierowane przeciwko spodziewanym próbom zniszczenia demokratycznego ustroju. Przewidywano, iż będą one podejmowane 

ze strony reakcji monarchistycznej, pragnącej oddać władzę Polsce w ręce arystokratyczno-pańskiej kliki przy królu, jak i komunistów, zmierzających do krwawej dyktatury jednej partii.

 Powtórnie wezwano Piłsudskiego do powrotu do armii, jak również opowiedziano się przeciwko ratyfikacji traktatu z Locarno, a za protokołem genewskim. Na początku maja 1926 r. PSL „Wyzwolenie” stało się częścią bloku stronnictw lewicy (znalazły się w niej także Klub Pracy, Stronnictwo Chłopskie i Polska Partia Socjalistyczna). Gdy powstał trzeci rząd Wincentego Witosa, ugrupowanie znalazło się w opozycji wobec tego gabinetu. 5 maja klub przyjął uchwałę, w której stwierdzał: 

Próby utworzenia rządu Chjeno-Piasta Klub „Wyzwolenia” uważać będzie za prowokację Polski pracującej. Doświadczenia 1923 r. zapisały się w pamięci ludzkości, jako czarna karta gwałtu policyjnego, zdeptania swobód obywatelskich, przywilejów podatkowych dla możnych, zniszczenia pieniądza i szarpania dobra publicznego przez protegowanych partyjnie dorobkiewiczów.

W trakcie przewrotu majowego klub poselski PSL „Wyzwolenie” potępił rząd Witosa i opowiedział się za Piłsudskim. Domagał się rozwiązania Sejmu i Senatu oraz utworzenia radykalnego rządu lewicowego, który byłby w stanie podjąć się przeprowadzenia reformy rolnej. 23 maja Rada Naczelna ugrupowania, obradująca w Warszawie, przyjęła uchwałę, w której stwierdzała, że: 

w społeczeństwie istnieje głębokie zaufanie do Józefa Piłsudskiego... Zbrojne wystąpienie marszałka Piłsudskiego przeciw rządom wstecznictwa, obłudy i złodziejstwa, którym przewodził Witos, ożywiło i spotęgowało nadzieje... R.N. wita obalenie Rządu Witosa jako pierwszy krok do uzdrowienia naszej młodej Rzplitej... [...] R.N.P.S.L. „Wyzwolenie” wzywa rząd, aby twardą ręką pociągnął do odpowiedzialności karnej tych wszystkich, którzy żerowali na skarbie Państwa, nie osłaniając osobników takich, jak Witos, Kiernik, Osiecki, Korfanty, Kucharski, Rozwadowski, Szydłowski, Zagórski, Bryl i inni. R.N. poleca wszystkim zarządom powiatowym zawiadomić natychmiast Zarząd Główny Stronnictwa o wszystkich najszkodliwszych złodziejach grosza publicznego, łapownikach i zdziercach w powiecie...

 Od 1927 r. partia znalazła się w opozycji wobec kolejnych rządów, ze względu na nieprzestrzeganie zasad demokratycznych przez sanację.

## Lata 1928–1931
W wyniku wyborów w 1928 r., PSL „Wyzwolenie” wprowadziło do Sejmu 40 posłów (33 z okręgów i 7 z listy państwowej). Byli to: Kazimierz Bagiński, Wincenty Baranowski, Adam Bardziński, Aleksander Bogusławski, Paweł Chadaj, Maksymilian Czarnecki, Antoni Dadan, Błażej Dzikowski, Szczepan Fidelus, Zygmunt Graliński, Stanisław Kalinowski, Franciszek Kapeliński, Wincenty Kacprzak, Aleksandra Karnicka, Piotr Koczara, Irena Kosmowska, Stanisław Kostrubała, Andrzej Koter, Jan Król, Antoni Langer, Maksymilian Malinowski, Ignacy Mularek, Jan Nosek, Stanisław Nowak, Zygmunt Nowicki, Wacław Pietrzela, Władysław Praga, Józef Putek, Franciszek Rogowski, Michał Róg, Piotr Rychlik, Jan Smoła, Błażej Stolarski, Ludwik Suda, Stanisław Szczepański, Stanisław Trzęsowski, Marcin Wasilewski, Jan Woźnicki, Henryk Wyrzykowski. Prezesem klubu został Jan Woźnicki, wiceprezesami Kazimierz Bagiński, Piotr Koczara i Henryk Wyrzykowski, sekretarzami Stanisław Kostrubała i Michał Róg, a skarbnikiem Ignacy Mularek. Wicemarszałkiem niższej izby parlamentu został z ramienia PSL „Wyzwolenie” Jan Woźnicki, a sekretarzem Sejmu Michał Róg.
Do Senatu partia wprowadziła 7 osób. Byli to: Tomasz Brzeziński, Franciszek Ciastek, Aleksander Iżycki, Wacław Januszewski, Bolesław Motz, Tomasz Nocznicki i Feliks Winiarczyk. Iżycki został sekretarzem izby.
Działacze PSL „Wyzwolenie” współuczestniczyli w tworzeniu Centrolewu. W 1930 r. władze sanacyjne aresztowały i osadziły w twierdzy brzeskiej dwóch polityków partii: Kazimierza Bagińskiego i Józefa Putka. W trakcie tzw. procesu brzeskiego oskarżono ich o to, że w okresie od 1928 r. do 9 września 1930 r. po wzajemnem porozumiewaniu się i działając świadomie, wspólnie przygotowywali zamach, którego celem było usunięcie przemocą członków sprawującego w Polsce władzę rządu i zastąpieniu ich przez inne osoby, wszakże bez zmiany zasadniczego ustroju państwowego. Obu uznano winnymi zarzucanych im czynów. Putka skazano na 3 lata więzienia oraz 80 zł kary, a Bagińskiego na 2 lata więzienia i 160 zł grzywny. Ten pierwszy poddał się karze, a drugi wyemigrował do Czechosłowacji.
W 1931 r., po połączeniu z PSL „Piast” i Stronnictwem Chłopskim, PSL „Wyzwolenie” współtworzyło Stronnictwo Ludowe.

## Program
W swej historii PSL „Wyzwolenie” kierunki działalności partii opierało na dwóch programach – uchwalonych w 1921 i 1925 r. Pod względem zawartych w nich treści nie różniły się one od siebie w znaczącym stopniu. Orientacja partii określana była jako lewicowa, ugrupowanie skupiało przede wszystkim ubogich włościan, jak również przedstawicieli lewicowo-liberalnej inteligencji. Pomimo dość wyrazistych postulatów zapisanych w obu dokumentach, ugrupowanie było dość luźnym zbiorem osób o dość zróżnicowanych poglądach, stąd częste rozłamy i secesje wewnątrz partii.
Zdaniem prof. Antoniego Czubińskiego, nie da się zaprzeczyć, że PSL „Wyzwolenie” było stronnictwem o bardzo radykalnym programie, że krzyżowały się w nim wpływy KPRP, PPS i piłsudczyków oraz że znaczna część członków, a nawet posłów i aktywistów „Wyzwolenia” nie posiadała skrystalizowanego światopoglądu i ulegała wpływom zewnętrznym.

### Ustrój i polityka wewnętrzna
Program ugrupowania zakładał konieczność powołania rządu „szczerze ludowego”, będącego w stanie utrzymać niepodległość Polski w ciężkich dla niej czasach. PSL „Wyzwolenie” opowiadał się za modelem państwa, które rozciągałoby się na terenach zamieszkałych w większości przez Polaków (granice etniczne państwa polskiego), z zapewnieniem szerokiej autonomii mniejszościom narodowym. Jej przedstawiciele mieliby zagwarantowaną wolność rozwoju kultury i używania ojczystego języka w szkolnictwie i sądownictwie (partia domagała się m.in. utworzenia uniwersytetu ukraińskiego we Lwowie i katedry białoruskiej na Uniwersytecie Wileńskim). Przedstawiciele partii postulowali także możliwość wprowadzenia autonomii terytorialnych dla szczególnie licznych mniejszości narodowych. PSL „Wyzwolenie” popierało koncepcje federalistyczne Józefa Piłsudskiego.
Jedynym źródłem władzy w państwie miała być wola całego narodu, kumulująca się w Sejmie stanowiącym jednoizbowy parlament o 2-3 letniej kadencji, wyrażana podczas powszechnych, równych, tajnych, bezpośrednich i proporcjonalnych wyborów. Partia była przeciwna Senatowi, opowiadała się za powszechnymi wyborami prezydenta kraju. Postulowała rozwój samorządów terytorialnych, wyłanianych w pięcioprzymiotnikowych wyborach lokalnych, z przewodniczącymi z wyboru w sejmikach i radach.

Państwo polskie w programie stronnictwa zostało opisane jako republika ludowo-demokratyczna. Zgodnie z zapisem w programie z 1921 r., w takiej Rzeczypospolitej interes ludu pracującego najlepiej będzie zabezpieczony. Kluczowe znaczenie podkreślał zwłaszcza program z 1925 r., w którym można było przeczytać: 

Lud polski, w warstwie chłopskiej skupiający się, jest nie tylko olbrzymią większością narodu; jest on nadto praźródłem jego myśli i charakteru, skarbnicą jego najistotniejszych wartości duchowych i moralnych. Z niego rozrasta się całokształt życia narodowego i państwowego.

PSL „Wyzwolenie” sprzeciwiało się karze śmierci. Dążyło także do wprowadzenia zasady obieralności urzędników (zwłaszcza sędziów). Opowiadało się za rozdziałem państwa od Kościoła: 

Państwo nie powinno mieszać się do spraw religijnych, duchownym zaś nie wolno wprowadzać polityki do kościoła; nie powinni oni obejmować godności poselskich i urzędów w samorządzie.

 Członkowie partii byli zwolennikami darmowej edukacji – szkół powszechnych dla wszystkich dzieci bez różnicy stanu, narodowości i wyznania. Postulowany model nauczania obejmował 7-letnią szkołę powszechną oraz naukę uzupełniającą ogólną lub zawodową, do 18 roku życia.

### Gospodarka
Za podstawę polskiej gospodarki PSL „Wyzwolenie” uznawało rolnictwo. Zdaniem partii, państwo powinno popierać drobne gospodarstwa rolne będące własnością pracujących na nich rolników, zrzeszone w organizacjach spółdzielczych. Postulowano finansowanie ich z pomocą kooperatyw pieniężnych, których działalność miała być koordynowana przez tzw. Bank Ludowy.

Ugrupowanie opowiadało się za własnością państwową kluczowych gałęzi przemysłu. Państwowe powinny być lasy, koleje, drogi wodne, fabryki broni i amunicji. Najwyższe podatki powinni płacić najbogatsi. PSL „Wyzwolenie” postulowało wprowadzenie podatków bezpośrednich i progresywnych od dochodu i majątku. W uchwale z 1923 r. podkreślano: 

(...) reformę gospodarki skarbowej i pieniężnej oprzeć należy na bogactwach narodu, a nie na pożyczce zagranicznej; środkiem, który prowadzi do równowagi budżetowej jest wydatne podniesienie dochodów Państwa przez obciążenie warstw bogatych bezpośredniemi podatkami progresywnemi i ustanowienie jednorazowego nadzwyczajnego podatku majątkowego, nałożonego na bogaczy i dorobkiewiczów wojennych; na chłopów winien być nałożony jedynie podatek gruntowy z wykluczeniem podatku spadkowego i dochodowego; kredyt państwowy winien popierać przedewszystkiem drobne rolnictwo (...).

Stronnictwo opowiadało się za szybką elektryfikacją kraju. Ugrupowanie postulowało także przeprowadzenie radykalnej reformy rolnej, w wyniku której całość ziem rolnych zostałaby przekazana w ręce ludu pracującego. Jego członkowie domagali się zniesienia ograniczeń parcelacji majątków ziemskich w województwie poznańskim i na Kresach Wschodnich. Większość polityków PSL „Wyzwolenie” było za wywłaszczeniem folwarków ziemskich bez odszkodowania.

### Polityka zagraniczna
W polityce zagranicznej partia opowiadała się za odrzuceniem przymusu jako elementu stosunków pomiędzy poszczególnymi państwami. Postulowano utrzymywanie przyjacielskich stosunków z sąsiadami Polski, zwłaszcza z tymi państwami, które powstały w wyniku upadku państw zaborczych. Państwo polskie, pomne swojej historii, według polityków PSL „Wyzwolenie”, musi stawiać wyłącznie na środki pokojowe: 

Polska ludowa nie może być państwem zaborczym. Nie poparlibyśmy przeto żadnej wojny, rozpoczętej w imię urojonych korzyści naszego państwa, wojny bowiem uważamy za klęskę i zakałę ludzkości.

## Prezesi partii
- 1915–1918: Tomasz Nocznicki
- 1918–1921: Błażej Stolarski
- 1921–1923: Stanisław Thugutt
- 1923–1925: Jan Dąbski
- 1925–1931: Maksymilian Malinowski

Źródło: Jan Jachymek: Polskie Stronnictwo Ludowe „Wyzwolenie”. W: Encyklopedia historii Drugiej Rzeczypospolitej. Warszawa: Wiedza Powszechna, 1999, s. 321. ISBN 83-214-1101-0.

## Wyniki wyborcze
| Wybory | Liczba mandatów w Sejmie | Liczba mandatów w Senacie | Liczba głosów w wyborach do Sejmu | Procent głosów w wyborach do Sejmu | Liczba głosów w wyborach do Senatu | Procent głosów w wyborach do Senatu |
| ------ | ------------------------ | ------------------------- | --------------------------------- | ---------------------------------- | ---------------------------------- | ----------------------------------- |
| 1919   | 57                       | brak                      | 839 914                           | 17%                                | b.d.                               | b.d.                                |
| 1922   | 48                       | 8                         | 959 022                           | 10,92                              | 528 961                            | 9,52%                               |
| 1928   | 40                       | 7                         | 834 448                           | 7,3%                               | 391 979                            | 6,1%                                |
| 1930   | 15                       | 14*                       | b.d.                              | 13%*                               | b.d.                               | b.d.                                |

* Razem z innymi partiami wchodzącymi w skład sojuszu Centrolewu